# Euclasta stoetzneri
Euclasta stoetzneri is een vlinder van de familie van de grasmotten (Crambidae). De wetenschappelijke naam van deze soort is voor het eerst voorgesteld als Pyrausta stoetzneri door Aristide Caradja in een publicatie uit 1927.
De soort komt voor in China (Sichuan).